# 中島 (熊本県)
中島（なかじま）は熊本県上天草市にある島である。

## 概要
かつては植物園やキャンプ場が開かれていたが、1992年に閉鎖。現在は1974年に入植した養殖事業者によりクルマエビ養殖場として利用されている。
定期航路は存在せず、住民は自己所有の小型船で本土との間を往来している。水道は海底送水により供給されている。